# Komzák
De Komzáks waren een familie van Tsjechische componisten van "lichte muziek" en leiders van militaire orkesten. Zij genoten tussen 1860 en ongeveer 1910 een grote populariteit in Praag, Wenen en alle andere grote Oostenrijks-Hongaarse steden, maar niet zo groot als de zogenaamde Straussdynastie. De succesvolste van de drie componisten was Karel Komzák II (1850-1905); deze kon qua compositietechniek de Straussen naar de kroon steken en was in Wenen zeer populair.

## Karel Komzák I
De familie Komzák is afkomstig uit het Zuid-Boheemse dorp Netûchovice vlak bij Týn nad Vltavou (Duits: Moldauthein). Karel Komzák I (1823-1893) werd daar geboren. Hij verhuisde naar Praag, richtte zijn eigen orkest op en werd er mateloos populair. Hij was autodidact. Het orkest was zo goed dat het in 1862 gepromoveerd werd tot theaterorkest van het op dat moment nieuw gebouwde Praagse Theater, de voorloper van het Nationaal Theater (Národní Divadlo). Antonín Dvořák was altviolist in dit orkest en de zoon van Karel I, Karel Komzák II, speelde er eerste viool in. Karel I verruilde in 1865 zijn orkest voor de – toentertijd – zeer lucratieve baan van leider van een Oostenrijks militair orkest. In dit geval die van het 11e infanterieregiment. Hij was 15 jaar leider van dit orkest en het bracht hem – met als thuisbasis Trento - naar alle hoeken van het Oostenrijks-Hongaarse rijk. Het orkest werd een van de populairste en viel op doordat Komzák er veel Tsjechische volksliederen voor arrangeerde en uitvoerde. In 1880 werd hij leider van het orkest van het 74e infanterieregiment, maar hij nam ontslag uit militaire dienst, vermoedelijk omdat het spelen van nationale volksliederen in het Oostenrijks-Hongaarse leger werd verboden. In 1882 liet hij zich echter weer verleiden om terug te keren en hij kreeg een aanstelling als leider bij het prestigieuze 88e Praagse infanterieregiment. Vijf jaar daarna, het orkest in topvorm achterlatend, ging hij met pensioen, trok zich terug in zijn geboortedorp en overleed daar in 1893. Hij heeft vermoedelijk meer dan 200 composities nagelaten – een studie en catalogisering door de Weense muziekhistoricus Max Schönherr is aan de gang – waarvan er vele over verschillende locaties zijn verspreid. Minstens 2 walsen, meer dan 40 polka's, 15 marsen, 20 polka-mazurka's en enkele galops en quadrilles zijn opgespoord.

## Karel Komzák II
Karel Komzák II werd in 1850 in Praag geboren. Zijn vader voedde hem met muziek op en hij studeerde tussen 1861 en 1867 viool, muziektheorie en dirigeren aan het Praagse conservatorium. In maart 1869 werd hij in zijn vaders orkest aangenomen. De standplaats van het orkest was toen het Oostenrijkse Linz. Gedurende de 2,5 jaar daar kreeg hij ook de kans het Operaorkest van Linz te dirigeren. In 1871 kwam de positie van leider van het 7e infanterieregiment vrij en Komzák II werd daarop aangesteld. Hij werd de "Boheemse muzikant" genoemd. Hij leerde de volksmuziek van Tirol door en door en verwerkte deze in zijn eigen composities. In 1882 werd hij aangesteld op de zeer eervolle positie als leider van het 84e infanterieregiment in Wenen. Door het aanzien van dit orkest verspreidde Komzáks naam zich over het hele keizerrijk. Zijn vriendelijke en innemende voorkomen en zijn kwaliteiten als dirigent zorgden ervoor dat hij dé favoriet van het Weense publiek werd. Hij werd in één adem genoemd met Johann Strauss II, Carl Michael Ziehrer en Philippe Fahrbach. Een belangrijke verandering die Komzák doorvoerde, was het toevoegen van strijkers aan de militaire orkesten die hij leidde. Zijn orkest telde uiteindelijk zeker 14 eerste violen, wat het al snel tot een middelgroot symfonieorkest maakte. Om gezondheidsredenen – hij had hartfalen (hoewel deze diagnose in die tijd niet als zodanig werd gevoerd) - mocht Komzák met vervroegd pensioen en hij verhuisde met zijn gezin naar het kuuroord Baden bezuiden Wenen. Daar nam hij de leiding van het plaatselijke orkest op zich. In 1892 gaf hij afscheidsconcerten door het rijk. Waarschijnlijk gedreven door de successen nam hij toch weer de permanente leiding van zijn regimentsorkest op zich en werd 's winters gestationeerd in Mostar. 's Zomers verbleef hij in Baden. De climax van zijn carrière was dat zijn orkest – onder de naam Wiener Farben Orchester – namens Oostenrijk-Hongarije werd uitgezonden naar de Wereldtentoonstelling van 1904 in St. Louis. In 1905 vond Komzák II een tragische dood. Op een Weens station probeerde hij op een rijdende trein te springen, maar hij verstapte zich vermoedelijk en werd overreden. Hij kreeg van de Weense autoriteiten een praalgraf in het Weense Zentralfriedhof, waar men in 1907 een standbeeld van hem bij het graf oprichtte. 
Komzák II componeerde zeker meer dan 300 werken. Ongeveer 200 werken zijn nu door Schönherr gecatalogiseerd. Sommige titels werden verwisseld, sommige werken kunnen ook door zijn vader of zijn zoon zijn gecomponeerd en er zijn vele werken zonder opusnummer. Hij componeerde walsen voor groot orkest en ook voor militair orkest, strijkkwartet en soloviool- en pianowerken. Zijn operette "Edelweiss" werd in 1892 succesvol in Salzburg in première gebracht en later ook in München en Wenen opgevoerd. Zijn composities zijn, vergeleken met het Straussidioom – "pittig" en krijgen algauw een "Boheems etiket". Dat dit ook aan de manier ligt waarop Strauss' muziek wordt uitgevoerd – deze kan men ook pittig spelen – ligt voor de hand. Potpourri's waren bij Komzák II zeer populair. Zijn "ABC-Potpourri op. 245" verdient een aparte vermelding. Dit werk stipt thema's van 26 componisten aan (één voor iedere letter van het alfabet) beginnend met het hoofdthema van Adolphe Adams Giralda-ouverture en eindigend met Ziehrers "Gruss an meinen Freund Komzák-Galopp". De letter K is een hommage aan zijn vader: het thema van de mars "Gruss an die Heimat" klinkt.

## Karel Komzák III
Karel Komzák III werd in 1878 in Innsbruck geboren. In zijn vierde levensjaar verhuisde hij al naar Wenen en later naar Baden. Karels vader ontmoedigde zijn zoon om muzikant te worden; daarvoor in de plaats moest hij rechten gaan studeren. Karels muzikale talent stak echter voortdurend de kop op en hij leerde zichzelf met gemak vioolspelen. Slechts door zijn vaders vroege dood was hij in staat om zijn eigen weg te gaan en die lag in de muziek. Hij stelde zijn eigen orkest samen en reisde er uiterst succesvol mee door Oostenrijk en Duitsland. Naast composities van zijn vader waren de werken van de Straussen vaste onderdelen van het repertoire. (Een bewijs dat het reizende orkest van André Rieu een succesvolle imitatie is van deze praktijk.) Ook reisde het orkest naar de Britse Eilanden. Komzák III, die een slechte gezondheid had, werd tijdens de Eerste Wereldoorlog eervol uit het leger ontslagen. Op 46-jarige leeftijd kwam een abrupt einde aan de Komzákdynastie: in 1924 overleed Komzák III plotseling toen hij tijdens een wandeling in een Weense straat in elkaar zakte. Een hartaanval velde hem.
De catalogus van Komzák III's oeuvre telt waarschijnlijk zo'n 360 werken, waarvan er tot nu toe enkele tientallen zijn gevonden en gecatalogiseerd. Verondersteld wordt dat veel van zijn werk echter van zijn vaders hand is. Het merendeel van zijn werk omvat melancholieke walsen. De populairste wals, "Münchner Kindl op. 284", wordt vaak aan zijn vader toegeschreven.

## Enkele gecategoriseerde werken
- Zie Karel Komzák I composities

- Karel Komzák II
- Zie Karel Komzák I composities

- Karel Komzák III
- Zie Karel Komzák I composities